# Valley Center (Californie)
Pour les articles homonymes, voir Valley Center.
Valley Center est une census-designated place située dans le comté de San Diego en Californie.
La population y était de 9 277 habitants en 2010.